# Alex Solowitz

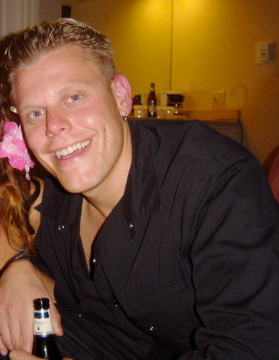
Alex Solowitz

Alexzander Joshua Solowitz (* 15. Dezember 1979 in San Fernando Valley, Los Angeles, Kalifornien, USA) ist ein US-amerikanischer Schauspieler, Sänger und Produzent, der vor allem als Mickey Parke, Mitglied der Boyband 2gether, in dem gleichnamigen Film und der gleichnamigen Serie bekannt wurde.
Alex Solowitz macht seit seinem dritten Lebensjahr Musik. Er ist der Frontmann der kalifornischen Band Liquid Zu. Solowitz hat eine Tochter und er lebt zusammen mit seiner drei Jahre jüngeren Schwester Aleeza in North Hollywood, Kalifornien. Alex Solowitz ist Jude. Er ist ein guter Freund von Drew Barrymore.

## Filmografie
- 1999: Ein teuflischer Pakt (Deal of a Lifetime) als Freddie
- 1999: A Place Apart als Paul Prescott
- 1999: Ungeküsst (Never Been Kissed) als Brett
- 1999: Random Acts of Violence als Bryce
- 2000: 2gether – der Film (2gether) als Mickey Parke
- 2000: 2gether (2gether: The Series) als Mickey Parke
- 2001: Ghost World als Cineplex Manager
- 2005: Dark Ride als Jim
- 2005: Dirty Deeds als JD Riplock
- 2006: Alpha Dog – Tödliche Freundschaften als 911 (aka Bobby Kaye)
- 2013: All American Christmas Carol

### Gastauftritte
- 1999: Chicken Soup for the Soul als Raif
- 2000: Alle lieben Raymond (Everybody Loves Raymond) als Teenager, Folge 4.23
- 2000: Just Shoot Me – Redaktion durchgeknipst (Just Shoot Me!) als Mark, Folge 4.24
- 2000: Opposite Sex als Fort Union Guy #1, Folge 1.2
- 2001: Emergency Room – Die Notaufnahme (ER) als James/Mr. Midnight, Folge 7.16
- 2002: Cousin Skeeter als Basketballspieler
- 2002: Hallo Holly (What I Like About You) als College Guy #1, Folge 1.10
- 2004: Navy CIS (Navy NCIS: Naval Criminal Investigative Service) als Dave, Folge 1.13
- 2008: CSI: Den Tätern auf der Spur (CSI: Crime Scene Investigation) als Barry Wunderlick, Folge 9.04
- 2019: Magnum P.I. als Dex Hollis, Folge 2x01

### Als Produzent
- 1999: Random Acts of Violence